# Inline-Alpin-Junioreneuropameisterschaft 2008
Die 3. Inline-Alpin-Junioreneuropameisterschaft 2008 wurde am 24. August 2008 im schweizerischen Hergiswil im Kanton Nidwalden ausgetragen. Die Veranstalter waren der Inline-Europa-Cup-Committee (IAEC) und der Swiss Inline Street Slalom Verband (SISSL). Ausrichter war Markus Blättler.

## Infos
Die Offizielle Bewerbungsunterlagen für die Ausrichtung der Inline-Alpin-Junioreneuropameisterschaft 2008 wurde an den Inline-Europa-Cup-Committee eingereicht, dann hat Hergiswil als qualitativ bester Veranstaltungsort unter den Bewerbern den Zuschlag erhalten.

## Teilnehmer
| Europa (4 Länder)       | Europa (4 Länder)    |
| ----------------------- | -------------------- |
| - Deutschland - Italien | - Lettland - Schweiz |

## Streckendaten
Die Wettbewerbe der Herren und Damen wurden in der Obermattweg in Hergiswil (Koordinaten: 46° 59′ 39.416″ Nord, 8° 18′ 33.715″ Ost) ausgetragen. Rennleiter war P. von Holzen.
|                    | Slalom                                   |
| ------------------ | ---------------------------------------- |
| Startzeit 1. Lauf  | 13:45 Uhr                                |
| Startzeit 2. Lauf  | -                                        |
| Streckenlänge      | ? m                                      |
| Kurssetzer 1. Lauf | Markus Blättler (SUI) / Axel Grüning (?) |
| Kurssetzer 2. Lauf | -                                        |
| Tore 1. Lauf       | 45                                       |
| Tore 2. Lauf       | -                                        |

## Medaillenspiegel

### Nationen
| Platz | Land        | Gold | Silber | Bronze | Gesamt |
| ----- | ----------- | ---- | ------ | ------ | ------ |
| 1     | Deutschland | 1    | 2      | 2      | 5      |
| 2     | Italien     | 1    | 0      | 0      | 1      |

### Sportler
| Platz | Sportler(in)     | Land | Gold | Silber | Bronze | Gesamt |
| ----- | ---------------- | ---- | ---- | ------ | ------ | ------ |
| 1     | Massiliano Losio | ITA  | 1    | 0      | 0      | 1      |
|       | Alessandra Veit  | GER  | 1    | 0      | 0      | 1      |
| 3     | Yannik Vorwalder | GER  | 0    | 1      | 0      | 1      |
|       | Susanne Weber    | GER  | 0    | 1      | 0      | 1      |
| 5     | Manuel Zörlein   | GER  | 0    | 0      | 1      | 1      |
|       | Franziska Ries   | GER  | 0    | 0      | 1      | 1      |

## Ergebnis Herren
| Platz | Name                      | Land | Zeit 1. | Gesamt  |
| ----- | ------------------------- | ---- | ------- | ------- |
| 01    | Massiliano Losio          | ITA  | 32,19 s | 32,19 s |
| 02    | Yannik Vorwalder          | GER  | 32,74 s | 32,74 s |
| 03    | Manuel Zörlein            | GER  | 33,56 s | 33,56 s |
| 04    | Lucas Krahnert            | GER  | 34,15 s | 34,15 s |
| 05    | Sebastian Weber           | GER  | 34,41 s | 34,41 s |
| 06    | Stefen Killer             | GER  | 34,48 s | 34,48 s |
| 07    | David Kaderavek           | GER  | 35,17 s | 35,17 s |
| 08    | Martin Fornari            | ITA  | 35,35 s | 35,35 s |
| 09    | Nico Luginbühl            | SUI  | 35,75 s | 35,75 s |
| 10    | Philipp Steiger           | GER  | 35,84 s | 35,84 s |
| 11    | Jona Zimmermann           | GER  | 37,87 s | 37,87 s |
| 12    | Jonas Börsig              | GER  | 38,74 s | 38,74 s |
| 13    | Maximilian Heudorfer-Merz | GER  | 39,04 s | 39,04 s |
| 14    | Sven Ortel                | GER  | 39,58 s | 39,58 s |
| 15    | Roberts Briska            | LAT  | 45,39 s | 45,39 s |
| 16    | Philippe Jung             | GER  | 48,06 s | 48,06 s |

Von 20 gemeldeten Läufern kamen 16 in die Wertung.
- Disqualifiziert im Lauf Eins (4):

Maximilian Merz (GER), Miks Zvejnieks (LAT), Toms Civcs (LAT), Patrick Maier (?)

## Ergebnis Damen
| Platz | Name               | Land | Zeit 1. | Gesamt  |
| ----- | ------------------ | ---- | ------- | ------- |
| 01    | Alessandra Veit    | GER  | 35,11 s | 35,11 s |
| 02    | Susanne Weber      | GER  | 36,34 s | 36,34 s |
| 03    | Franziska Ries     | GER  | 38,73 s | 38,73 s |
| 04    | Mira Börsig        | GER  | 38,74 s | 38,74 s |
| 05    | Theresa Majer      | GER  | 38,92 s | 38,92 s |
| 06    | Alexandra Schnyder | SUI  | 39,74 s | 39,74 s |
| 07    | Katharina Hoffmann | GER  | 40,67 s | 40,67 s |
| 08    | Claudia Kaiser     | SUI  | 40,78 s | 40,78 s |
| 09    | Elisa Fornari      | ITA  | 40,90 s | 40,90 s |
| 10    | Sohyia Kraushaar   | GER  | 41,41 s | 41,41 s |
| 11    | Lisa Wölffing      | GER  | 41,96 s | 41,96 s |
| 12    | Julia Gander       | SUI  | 42,02 s | 42,02 s |
| 13    | Christina Kraus    | GER  | 42,19 s | 42,19 s |
| 14    | Magdalena Müller   | GER  | 43,11 s | 43,11 s |
| 15    | Lisa Schmid        | GER  | 43,50 s | 43,50 s |
| 16    | Kira Bosch         | GER  | 43,92 s | 43,92 s |
| 17    | Carmen Haenggi     | SUI  | 50,33 s | 50,33 s |
| 18    | Maren Motz         | GER  | 50,79 s | 50,79 s |

Von 20 gemeldeten Läuferinnen kamen 18 in die Wertung.
- Disqualifiziert im Lauf Eins (2):

Lisa Burghard (GER), Sina Lutz (SUI)